# Ophiogobius
Ophiogobius is een geslacht van straalvinnige vissen uit de familie van grondels (Gobiidae).

## Soorten
- Ophiogobius jenynsi Hoese, 1976
- Ophiogobius ophicephalus (Jenyns, 1842)